# بيتر لودفيغ
بيتر لودفيغ (بالألمانية: Peter Ludwig) (و. 1925 – 1996 م) هو جامع تحف، وراعي فنون، من ألمانيا، ولد في كوبلنس، توفي في آخن، عن عمر يناهز 71 عاماً.

## جوائز
حصل على جوائز منها:
- Ring of Honour of the City of Vienna [الإنجليزية]‏
- نيشان الاستحقاق لراينلند بالاتينات
- وسام نجمة صداقة الشعوب لألمانيا الشرقية [الإنجليزية]‏
- الصليب الأكبر من وسام استحقاق جمهورية ألمانيا الاتحادية
- وسام دانيبروغ
- Golden Ring of Honour of the city Aachen  [لغات أخرى]‏
- وسام الشرف للخدمات المقدمة إلى جمهورية النمسا
- Goethe-Plakette des Landes Hessen [الإنجليزية]‏
- وسام جوقة الشرف.

## روابط خارجية
- بيتر لودفيغ على موقع مونزينجر (الألمانية)